# Angulorostrum segonzaci
Angulorostrum segonzaci är en kräftdjursart. Angulorostrum segonzaci ingår i släktet Angulorostrum och familjen Philomedidae. Inga underarter finns listade i Catalogue of Life.